# Міст Мойсея
Міст Мойсе́я або Мойсеїв міст (нід. Mozesbrug або нід. Loopgraafbrug — Окопний міст) — «затоплений» пішохідний міст, що перетинає рів бастіону Форт-де-Рувер у муніципалітеті Берген-оп-Зом у Нідерландах (провінція Північний Брабант). Споруджений у 2011.

## Історія
У 17 столітті в Західному Брабанті побудували кілька замків і ровів для захисту від нападів Іспанії та Франції. Рів одного з них, Форт-де-Рувер, був занадто глибоким, щоб піхота могла перетнути його, і занадто мілким, щоб бути судноплавним. Після наполеонівських війн замок покинули. До реставрації 2010 року в канаві не було води, а береги заросли деревами.

## Реставрація
Для захисту та відновлення Форт-де-Рувер був заснований фонд «Друзі Форт-де-Рувер». На його замовлення архітектори Ео Костер і Ад Кіль з архітектурного бюро RO & AD Architecten у 2010 році спроєктували такий міст, який би не порушував ілюзію недоступності замкового рову. Оскільки міст наполовину занурений у воду і його не видно здалеку, у глядача складається ілюзія, ніби крізь воду проходять люди. Міст назвали «мостом Мойсея» за аналогією з переходом Мойсея через Червоне море в Біблії.

## Конструкція та матеріали
Міст виготовлено з деревини твердих порід Accoya, що зазвичай використовується для палуб кораблів. Цю деревину оброблено спеціальним протигрибковим матеріалом. Для гідроізоляції його покривають плівкою. Вода ніколи не піднімається і не переливається через міст, тому що її постійний рівень забезпечують дамби на обох кінцях рову. Під час опадів вода, що залилася в міст, відкачується за допомогою встановленого там насосу. Довжина мосту становить 50 метрів, але з них лише 20 перебувають у воді.

## Відзнаки
У 2011 році Спілка архітекторів Нідерландів назвала міст «Найкращою будовою 2011 року». Того ж року міст став фіналістом премії Dutch Design Awards 2011.